# Meister der Bergmannschen Offizin
Als Meister der Bergmannschen Offizin wird ein Holzschnittmeister aus dem Basel zum Ende des 15. Jahrhunderts bezeichnet. Der namentlich nicht bekannte Künstler erhielt seinen Notnamen nach Illustrationen zu Büchern, die von dem Verleger Johann Bergmann von Olpe und einer wahrscheinlich von ihm betriebenen Druckwerkstatt herausgegeben wurden. Solche Buchdruckereien wurden im späten Mittelalter auch als Offizin bezeichnet und Bergmann zählte um 1500 mit Johann Froben oder Nicolaus Brylinger zu den führenden humanistischen Verlegern und Buchdruckern nördlich der Alpen.
Bergmann verlegte unter anderem die Werke Sebastian Brants, dessen Narrenschiff auch wegen der hervorragenden Holzschnitte eine weite Verbreitung fand. Zahlreiche Ausgaben wurden gedruckt. Für Bergmann von Olpes Druck 1494 wurden neben den Holzschnitten des Meisters des Haintz Narr mehr als 70 Holzschnittvorlagen des als Narrenschiff-Hauptmeister gesehenen Meister der Bergmannschen Offizin verwendet.
Es wurde versucht, in diesen Schnitten das Werk eines jungen Albrecht Dürer zu erkennen, der zum Zeitpunkt der Buchherstellung in Basel weilte. Jedoch sollen sich die Holzschnitte des Meisters der Bergmannschen Offizin in Zeichenweise und zeichnerischem Strich auch Martin Schongauers frühe Kupferstiche zum Muster genommen haben.
Der Meister der Bergmannschen Offizin soll auch die Holzschnitte zu dem Werk Ritter vom Turn des Marquart vom Stein geliefert haben, das Michael Furter in Basel druckte.
Auch werden ihm 126 ungeschnittene Stöcke mit Zeichnungen zu den Komödien des Terenz in Basel zugeordnet, weswegen der Meister der Bergmannschen Offizin mit dem Meister des Basler Terenz gleichzusetzen ist. Auch hier wird wiederum eine Urheberschaft Dürers vorgeschlagen.